# Venus 22
Das Segelboot Venus 22 ist eine Segelyacht für das Segeln auf Binnengewässern und in den inneren/küstennahen Seegewässern. Es ist eine Yacht mit Halbkiel und Kielschwert, die als Ballast dienen. Der Kleinkreuzer Venus 22 ist aus glasfaserverstärktem Kunststoff (GFK) im Handauflegeverfahren gefertigt. Die Venus 22 verfügt für ein Segelboot dieser Größe über eine geräumige Kajüte mit Kochmöglichkeit/Pantry und Schlafplätzen/Kojen für vier bis fünf Personen (ein großes Doppelbett im Bug, ein schmales Doppelbett gegenüber der Pantry und eine Hundekoje). Das Segelboot ist als Backdecker gebaut und hat in der Kajüte eine Stehhöhe von 1,45 m.
Die Venus 22 wurde in den 1980er Jahren von der polnischen Werft Navimor gebaut und in Westdeutschland vertrieben.

## Technische Daten
Länge: 6,50 m, Breite: 2,45 m, Verdrängung: 1300 kg, Ballast Halbkiel: 300 kg, Schwertgewicht: 50 kg, Tiefgang 0,45–1,10 m
Die Segel haben folgende Flächen: Großsegel 9 m² (gemessen am Original-Großsegel: Vorderliek 6,71 m, Unterliek 2,48 m, Achterliek 7,30 m), Fock 8,7 m² und Genua 13 m². Die Venus 22 hat eine Yardstickzahl von 118 Kurzkiel mit Schwert laut dem Deutschen Segler-Verband e. V. und dessen Eingruppierung im Jahr 2018.
Bei den Booten mit 6,98 m Länge ist die Segelfläche am Wind (Großsegel und Fock zusammen) auf 20 m² vergrößert worden.

## Einzelbelege und Anmerkungen
1. ↑  Klasings Bootsmarkt '82. Delius, Klasing + Co, Bielefeld 1981, ISBN 3-7688-0351-1, S. 44.
2. ↑  Für 1983 und 1984 wird 6,98 m angegeben nach Klasings Bootsmarkt '83. Delius, Klasing + Co, Bielefeld 1982, ISBN 3-7688-0351-1, S. 44 und Klasings Bootsmarkt '84. Delius, Klasing + Co, Bielefeld 1983, ISBN 3-7688-0430-5, S. 40.
3. ↑  Andere Angabe 1100 kg nach: Klasings Bootsmarkt '82. Delius, Klasing + Co, Bielefeld 1981, ISBN 3-7688-0351-1, S. 46; Klasings Bootsmarkt '83. Delius, Klasing + Co, Bielefeld 1982, ISBN 3-7688-0351-1, S. 44 und Klasings Bootsmarkt '84. Delius, Klasing + Co, Bielefeld 1983, ISBN 3-7688-0430-5, S. 40.
4. ↑  Klasings Bootsmarkt '83. Delius, Klasing + Co, Bielefeld 1982, ISBN 3-7688-0351-1, S. 44 und Klasings Bootsmarkt '84. Delius, Klasing + Co, Bielefeld 1983, ISBN 3-7688-0430-5, S. 40.